# Nen tauró
"Nen tauró" (en anglès, "Baby Shark") és una cançó infantil associada a una dansa amb moviments de mans que es remunta a finals del segle xx. El 2016, es va fer molt popular quan Pinkfong, una companyia d'entreteniment sud-coreana, va llançar una versió de la cançó el 17 de juny de 2016, amb un vídeo musical de YouTube que es va fer viral a les xarxes socials, vídeos en línia i ràdios. El gener de 2022, es va convertir en el primer vídeo de YouTube que va assolir les 10.000 milions de visualitzacions. El novembre de 2020, la versió de Pinkfong es va convertir en el vídeo de YouTube més vist de tots els temps, amb més de 14.000 milions de visualitzacions, en data del març de 2024. S'ha emès una versió en català a la sèrie Looloo Kids, emesa al SX3.